# Youssef Fertout
Youssef Fertout est un footballeur international marocain, né le 7 juillet 1970 à Casablanca, au Maroc qui évoluait au poste d'attaquant,.
Il est l'actuel entraîneur du Rapide Club d'Oued-Zem.

## Biographie

### Club
Youssef Fertout commence sa carrière de footballeur au Wydad de Casablanca lors de la saison 1990-1991 durant laquelle il remporte le championnat national,. Lors de la saison suivante, il remporte avec son équipe deux titres, la Coupe d'Afrique des clubs champions et la Supercoupe arabe,. 
Durant la saison 1992-1993, Youssef remporte un autre titre international avec le Wydad, la Coupe afro-asiatique des clubs grâce à une victoire en finale face au club iranien du Paas Teheran, et sans oublier le championnat durant lequel le Wydad dispose d'une avance de huit points par rapport au Raja de Casablanca, son dauphin. Puis pour la saison 1993-1994, l'équipe du Wydad avec son attaquant Fertout remporte un autre titre national, il s'agit de la Coupe du Trône, remportée grâce à une victoire en finale face à l'Olympique de Khouribga lors d'un match joué à Casablanca. Lors de cette même saison, Youssef est désigné meilleur buteur du championnat national en inscrivant au total 18 buts.
Youssef joue ensuite une saison de plus dans son club avant d'être transféré au club portugais de Belenenses. Youssef Fertout évolue ainsi pendant trois saisons dans ce club en première division. Lors de sa première saison dans ce club en 1995-1996, son équipe se classe 5e du championnat et il inscrit 8 buts en 29 matchs. Puis la saison suivante, il effectue avec son équipe une moins bonne saison puisqu'il inscrit seulement 4 buts en 28 matchs et son club termine 13e. Mais pour le compte de sa dernière saison dans cette équipe, le Belenenses se place 18e et dernier du championnat et est donc relégué immédiatement seconde division, tandis que lors de cette saison Youssef dispute 14 matchs sans marquer de but.
Fertout rejoint par la suite l'équipe hollandaise de l'AZ Alkmaar qui vient d'effectuer sa montée en première division. Pour cette première saison 1998-1999, Youssef avec son équipe se classe 9e en disputant 25 matchs et en marquant 6 buts. Puis la saison suivante, l'équipe effectue une meilleure saison que la précédente en se plaçant 7e au classement. Mais pour Youssef, cette saison n'est pas aussi bonne que celle de l'année dernière, puisqu'il joue 15 matchs en inscrivant 4 buts. Pour sa dernière saison, Youssef ne joue que 8 matchs et inscrit un unique but lors de cette saison. Il faut également noter que l'AZ Alkmaar se classe 13e en championnat.

### Sélection en équipe nationale
| Caps | Date       | Match                  | Lieu            | Score     | Compétition          | But |
| ---- | ---------- | ---------------------- | --------------- | --------- | -------------------- | --- |
| 1    | 11/10/1992 | Maroc - Ethiopie       | Casablanca      | 5 - 0     | Elim.CM 1994         | 1   |
| 2    | 25/10/1992 | Bénin - Maroc          | Cotonou         | 0 - 1     | Elim.CM 1994         | --  |
| 3    | 08/11/1992 | Maroc - Egypte         | Casablanca      | 0 - 0     | Elim. CAN 1994       | --  |
| 4    | 20/12/1992 | Tunisie - Maroc        | Tunis           | 1 - 1     | Elim. CM 1994        | --  |
| 5    | 17/01/1993 | Ethiopie - Maroc       | Addis Abeba     | 0 - 1     | Elim. CM 1994        | 1   |
| 6    | 18/04/1993 | Maroc - Sénégal        | Casablanca      | 1 - 0     | Elim. CM 1994        | --  |
| 7    | 25/04/1993 | Maroc - Mali           | Casablanca      | 1 - 0     | Elim. CAN 1994       | 1   |
| 8    | 04/07/1993 | Zambie - Maroc         | Lusaka          | 2 - 1     | Elim. CM 1994        | --  |
| 9    | 17/07/1993 | Sénégal - Maroc        | Dakar           | 1 - 3     | Elim. CM 1994        | 1   |
| 10   | 22/09/1993 | Maroc - Algérie        | Casablanca      | 0 - 0     | Amical               | --  |
| 11   | 01/10/1993 | Gabon - Maroc          | France          | 0 - 1     | Amical               | --  |
| 12   | 10/10/1993 | Maroc - Zambie         | Casablanca      | 1 - 0     | Elim. CM 1994        | --  |
| 13   | 04/02/1994 | EAU - Maroc            | Sharjah         | 1 - 1     | Tournoi EAU          | 1   |
| 14   | 06/02/1994 | Slovaquie - Maroc      | Sharjah         | 1 - 2     | Tournoi EAU          | 1   |
| 15   | 23/03/1994 | Luxembourg - Maroc     | Luxembourg      | 1 - 2     | Amical               | --  |
| 16   | 04/09/1994 | Burkina - Maroc        | Ouagadougou     | 2 - 1     | Elim. CAN 1996       | --  |
| 17   | 07/11/1994 | Maroc - Cameroun       | Casablanca      | 1 - 1     | Amical               | --  |
| 18   | 15/11/1995 | Maroc - Mali           | Rabat           | 2 - 0     | Amical               | --  |
| 19   | 03/01/1996 | Maroc - Tunisie        | Rabat           | 3 - 1     | Amical               | 1   |
| 20   | 29/08/1996 | Maroc - Zaire          | Settat          | 7 - 0     | Amical               | 3   |
| 21   | 06/10/1996 | Egypte - Maroc         | Le Caire        | 1 - 1     | Elim. CAN 1998       | --  |
| 22   | 09/11/1996 | Maroc – Sierra Leone   | Rabat           | 4 - 0     | Elim. CM 1998        | 1   |
| 23   | 11/12/1996 | Maroc - Croatie        | Casablanca      | 2-2(6-7p) | Coupe Hassan II      | --  |
| 24   | 12/12/1996 | Maroc - Nigeria        | Casablanca      | 2 - 0     | Coupe Hassan II      | --  |
| 25   | 12/01/1997 | Ghana - Maroc          | Kumasi          | 2 - 2     | Elim. CM 1998        | --  |
| 26   | 22/02/1997 | Sénégal - Maroc        | Dakar           | 0 - 0     | Elim. CAN 1998       | --  |
| 27   | 31/05/1997 | Maroc - Ethiopie       | Rabat           | 4 - 0     | Elim. CAN 1998       | --  |
| 28   | 07/06/1997 | Maroc - Ghana          | Casablanca      | 1 - 0     | Elim. CM 1998        | --  |
| 29   | 21/06/1997 | Maroc - Egypte         | Rabat           | 1 - 0     | Elim. CAN 1998       | --  |
| 30   | 13/07/1997 | Ethiopie - Maroc       | Addis Abeba     | 0 - 1     | Elim. CAN 1998       | --  |
| 31   | 27/07/1997 | Maroc - Sénégal        | Rabat           | 3 - 0     | Elim. CAN 1998       | --  |
| 32   | 09/10/1997 | Brésil - Maroc         | Belem           | 2 - 0     | Amical               | --  |
| 33   | 05/02/1998 | Maroc - Niger          | Marrakech       | 3 - 0     | Amical               | --  |
| 34   | 13/02/1998 | Mozambique - Maroc     | Bobo Dioulassou | 0 - 3     | CAN 1998             | 1   |
| 35   | 17/02/1998 | Egypte - Maroc         | Ouagadougou     | 0 - 1     | CAN 1998             | --  |
| 36   | 22/02/1998 | Afrique du sud - Maroc | Ouagadougo      | 2 - 1     | ¼ de Finale CAN 1998 | --  |

### Reconversion comme entraîneur
Après une carrière de plus onze ans, Youssef Fertout se reconvertit en entraîneur. Il prend tout d'abord en main l'équipe du Raja de Beni Mellal lors de la saison 2011-2012 avec laquelle il remporte le championnat de deuxième division et accède en 1re division. Après cette victorieuse saison, il devient entraîneur de l'équipe de l'Ittihad de Tanger qui évolue également en seconde division. Mais Fertout démissionne de son poste laissant seul son adjoint Hicham Rok s’occupant de l'équipe. Pour Youssef Fertout, son départ est du aux promesses non tenues par le président démissionnaire et l’absence de tout soutien aux joueurs et au staff technique qui passent par des moments difficiles au centre de Zyaten. Ainsi Youssef se retrouve libre de tout contrat.Il rejoint le wydad en tant qu’entraîneur adjoint au début de juillet 2013. Youssef Fertout signe le 24 décembre 2013 un contrat pour une période de 18 mois pour devenir l’entraîneur de l'olympique de Safi en "Botola pro".

## Palmarès

### En tant que joueur
- Championnat du Maroc
  - Champion : 1990, 1991, 1993
- Coupe du trône
  - Vainqueur : 1989, 1994
- Ligue des champions de la CAF
  - Vainqueur : 1992
- Coupe de la CAF
- Coupe Afro-Asiatique
  - Vainqueur : 1993
- Ligue des champions arabes
  - Vainqueur : 1989
- Supercoupe Arabe
  - Vainqueur : 1992